# Mesna
Mesna (denumirea provine de la 2-mercaptoetil-sulfonat de Na) este un medicament utilizat în asociere cu oxazafosforine, precum ciclofosfamida, ifosfamida sau trofosfamida, pentru a scădea riscul de sângerare la nivel renal (prevenirea cistitei hemoragice). Căile de administrare disponibile sunt intravenoasă și orală.
Molecula a fost aprobată pentru uz medical în Statele Unite ale Americii în anul 1988. Se află pe lista medicamentelor esențiale ale Organizației Mondiale a Sănătății.

## Utilizări medicale
Mesna  este  utilizată în  tratamentul  profilactic, pentru reducerea  incidenței  cistitei hemoragice  determinate  de  administrarea de agenți alchilanți de tip oxazafosforine  (ifosfamidă, ciclofosfamidă, trofosfamidă).

## Mecanism de acțiune
Mesna este hidrosolubilă și se concentrează la nivelul vezicii urinare, unde se acumulează acroleină ca urmare a tratamentului cu oxazafosforine. Formează printr-o adiție de tip Michael cu acroleina și alte urotoxine conjugați care pot fi eliminați. Această reacție are scopul de a inactiva acești compuși toxici, formând metaboliți eliminabili în urină.

## Sinteză
Sinteza se realizează în două etape, începând cu reacția dintre tiouree și acidul 2-bromo-etansulfonic. Prin reacția cu hidroxid de sodiu se obține Mesna, sarea sodică a produsului: